# Massaker vom Radoniq-See
Das Massaker vom Radoniq-See oder Massaker vom Radonjić-See (albanisch Masakra e Liqenit të Radoniqit, serbisch Масакр на Радоњићком језеру Masakr na Radonjićkom jezeru) war ein am 9. September 1998 ausgeübtes Massaker an mindestens 34 serbischen und albanischen Zivilisten durch Mitglieder der paramilitärischen Organisation UÇK sowie albanischen Zivilisten in der Nähe des Radoniq-Sees bei Gjakova im Westen Kosovos. Das Massaker fand während des Kosovokrieges statt.

## Hintergrund
Der mehrheitlich von ethnisch albanischer Bevölkerung bewohnte Kosovo war zu diesem Zeitpunkt eine Provinz Serbiens innerhalb der Bundesrepublik Jugoslawien. Ab 1994 bildete sich die UÇK („Befreiungsarmee des Kosovo“), eine albanische paramilitärische Organisation, die für ein unabhängiges Kosovo kämpfte. Teile der UÇK strebten auf diese Weise auch den Zusammenschluss aller mehrheitlich von ethnischen Albanern besiedelten Gebiete in Serbien, Mazedonien, Montenegro und Griechenland mit dem Mutterland Albanien an. Im Kosovokrieg kam es zu dem Massaker vom Radoniq-See.

## Verlauf
In der Nähe des Dorfes Gllogjan wurden etwa 30 serbische Zivilisten durch Mitglieder der UÇK entführt, unter den Mitgliedern waren Idriz Gashi, Martti Harsia, Avni Krasniqi und Sanija Balaj. Unter den Entführten waren auch fünf Albaner, die gegen die UÇK waren bzw. ihre politischen Ziele nicht unterstützten. Schließlich wurden 34 der Entführten ermordet und die Leichen in den Radoniq-See geworfen.